# Étang de Mirande
L'étang de Mirande est une lagune située à Saint-Pierre-et-Miquelon. Il est situé dans le nord de l'île de Miquelon, séparé de l'océan Atlantique par la dune de Mirande. Les ruisseaux de Terre Grasse et du Trou Hangar se jette dans la lagune en formant une petite anse, le havre de Terre Grasse. La pointe du Chapeau au nord le sépare de l'étang du Chapeau.